# Felix Mambimbi
Felix Mambimbi (Friburgo, 18 de enero de 2001) es un futbolista suizo que juega de delantero en el Le Havre A. C. de la Ligue 1.

## Trayectoria
Mambimbi comenzó su carrera deportiva en el B. S. C. Young Boys, con el que debutó en la Superliga de Suiza el 17 de febrero de 2019, en un partido frente al FC Zürich.
Durante la temporada 2020-21 ganó importancia en el club, disputando 31 partidos de liga, en los que anotó seis goles y dio tres asistencias, lo que le llevó a ser uno de los 40 finalistas del Premio Golden Boy 2021. El 29 de septiembre de 2021 hizo, además, su debut en la Liga de Campeones de la UEFA, en un partido frente al Atalanta.
El 31 de agosto de 2022 fue cedido al S. C. Cambuur. Un año después se marchó al F. C. St. Gallen y firmó un contrato hasta 2025. Llegado ese momento se fue a Francia para jugar en el Le Havre A. C.

## Selección nacional
Mambimbi fue internacional sub-15, sub-16 y sub-17 con la selección de fútbol de Suiza.

## Clubes
| Club                   | País         | Año       |
| ---------------------- | ------------ | --------- |
| B. S. C. Young Boys    | Suiza        | 2019-2023 |
| S. C. Cambuur (cedido) | Países Bajos | 2022-2023 |
| F. C. St. Gallen       | Suiza        | 2023-2025 |
| Le Havre A. C.         | Francia      | 2025-     |

## Palmarés

### Títulos nacionales
| Título             | Club                | País  | Año  |
| ------------------ | ------------------- | ----- | ---- |
| Superliga de Suiza | B. S. C. Young Boys | Suiza | 2019 |
| Superliga de Suiza | B. S. C. Young Boys | Suiza | 2020 |
| Copa de Suiza      | B. S. C. Young Boys | Suiza | 2020 |
| Superliga de Suiza | B. S. C. Young Boys | Suiza | 2021 |